# Liste der Resolutionen des UN-Sicherheitsrates (1958)
Diese Liste der Resolutionen des UN-Sicherheitsrates nennt die 5 vom Sicherheitsrat der Vereinten Nationen im Jahr 1958 verabschiedeten Resolutionen.
| Nummer | Beschluss vom | Gegenstand                                                    | Mission |
| ------ | ------------- | ------------------------------------------------------------- | ------- |
| 127    | 22. Januar    | Situation in Palästina                                        |         |
| 128    | 11. Juni      | Beschwerde durch den Libanon                                  |         |
| 129    | 7. August     | Beschwerden durch den Libanon und Jordanien                   |         |
| 130    | 25. November  | Internationaler Strafgerichtshof                              |         |
| 131    | 9. Dezember   | Aufnahme Guineas als neues Mitglied in die Vereinten Nationen |         |